# Epiplema cretacea
Epiplema cretacea är en fjärilsart som beskrevs av Butler 1881. Epiplema cretacea ingår i släktet Epiplema och familjen Uraniidae. Inga underarter finns listade i Catalogue of Life.